# Étienne-Édouard Suc
Pour les articles homonymes, voir Suc.
Étienne Nicolas Édouard Suc, né le 29 juin 1802 à Lorient (Morbihan) et mort à Nantes le 16 mars 1855, est un sculpteur français.

## Biographie
Élève du sculpteur valenciennois Henri Lemaire (1798-1880), Étienne-Édouard Suc réalise l'essentiel de ses œuvres à Nantes.
Il est proche des milieux saint-simoniens actifs à Nantes et réalise plusieurs médaillons à effigie de ses amis ou de leurs épouses. 
Il forme au dessin et à la sculpture le jeune Frédéric Houssais dit Houssay (1823-1899) frère de la peintre Joséphine Houssay (1840-1919).

## Œuvres
- Nantes :
  - cimetière Miséricorde : Monument aux morts de 1830 ;
  - ancien palais de Justice : La Justice protégeant l'Innocence, groupe en pierre ;
  - parc de Procé, fontaine : L'Océan ; La Loire ; Le Lac de Grand-Lieu, termes en pierre provenant de l'ancienne poissonnerie municipale située autrefois à la pointe amont de l'île Feydeau et détruite en 1939[4] ;
  - jardin privé au 16, rue Clemenceau : La Petite Mendiante bretonne, 1828, statue en pierre[5].
- Rennes :
  - musée des beaux-arts : Buste de sir John Herschel Bart (1792-1871) ;
  - Palais du Parlement de Bretagne : Statue de l’avocat puis procureur général du Parlement Louis-René Caradeuc de La Chalotais (1701-1785), installée en 1843, puis disparue en 1960[Note 1],[6].
- Fontenay-le-Comte
  - Buste du général Belliard, 1836[7].

Œuvres d'Étienne-Édouard Suc
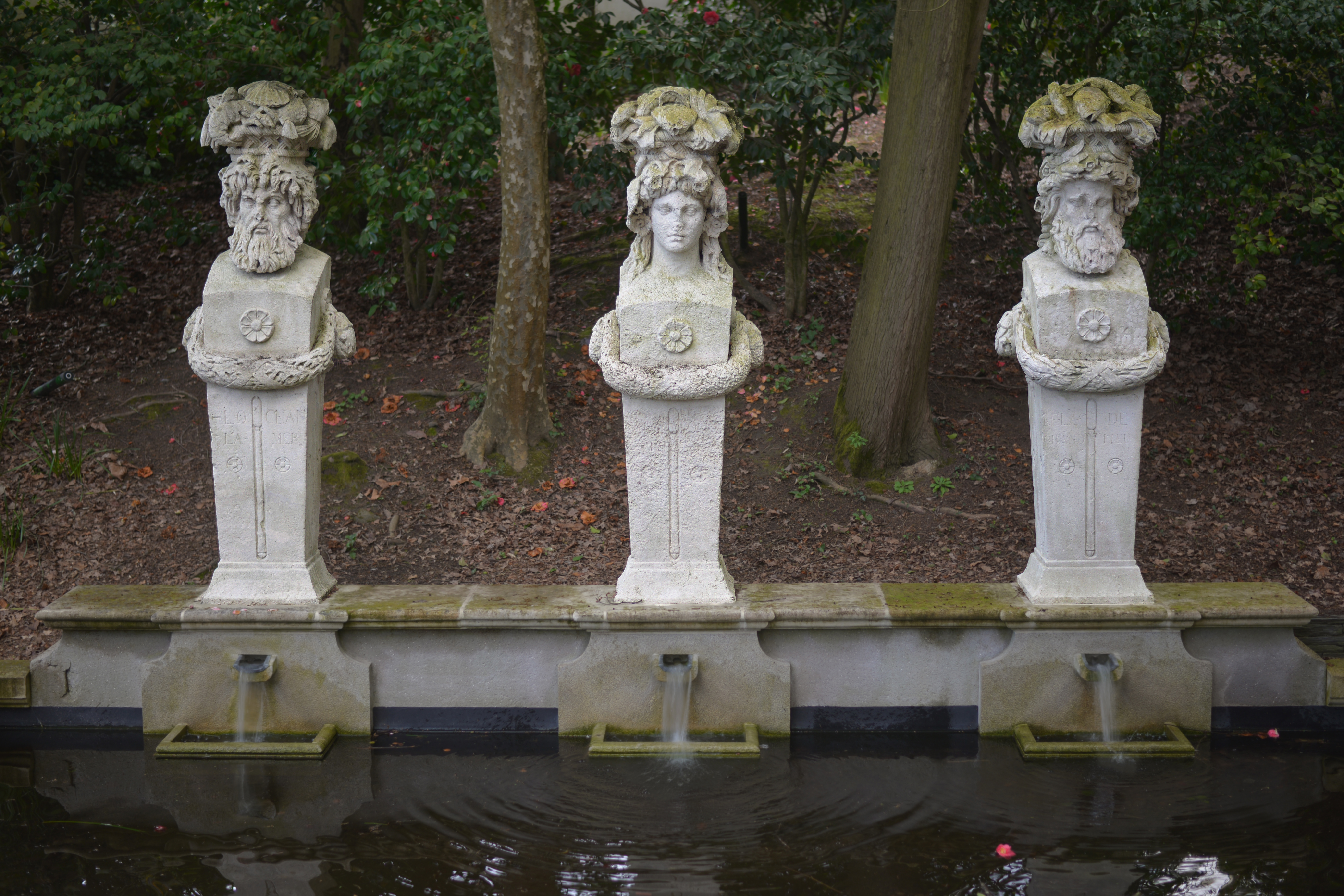
L'Océan, La Loire et Le Lac de Grand-Lieu, Nantes, parc de Procé.
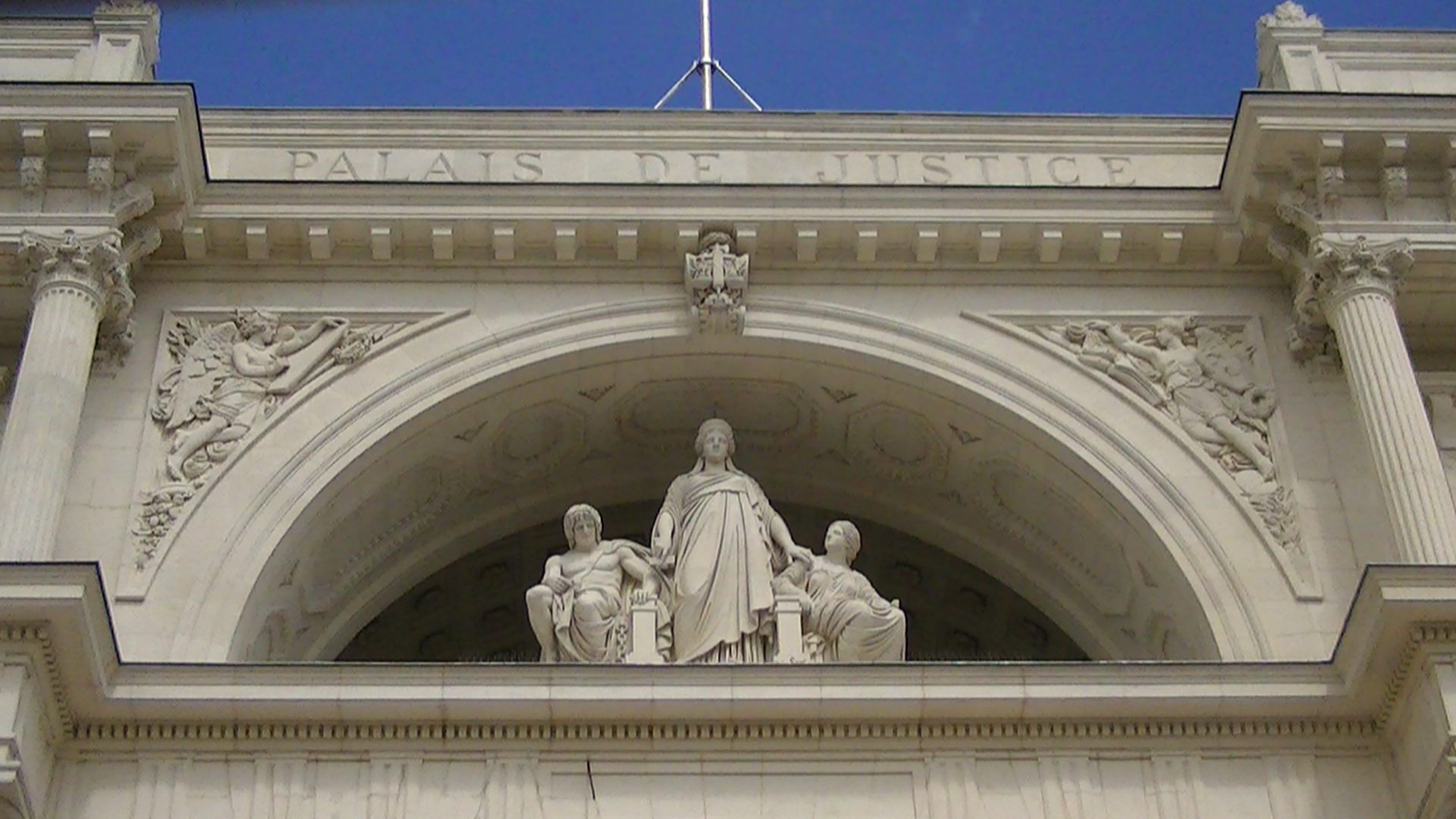
La Justice protégeant l'Innocence, Nantes, ancien palais de Justice.
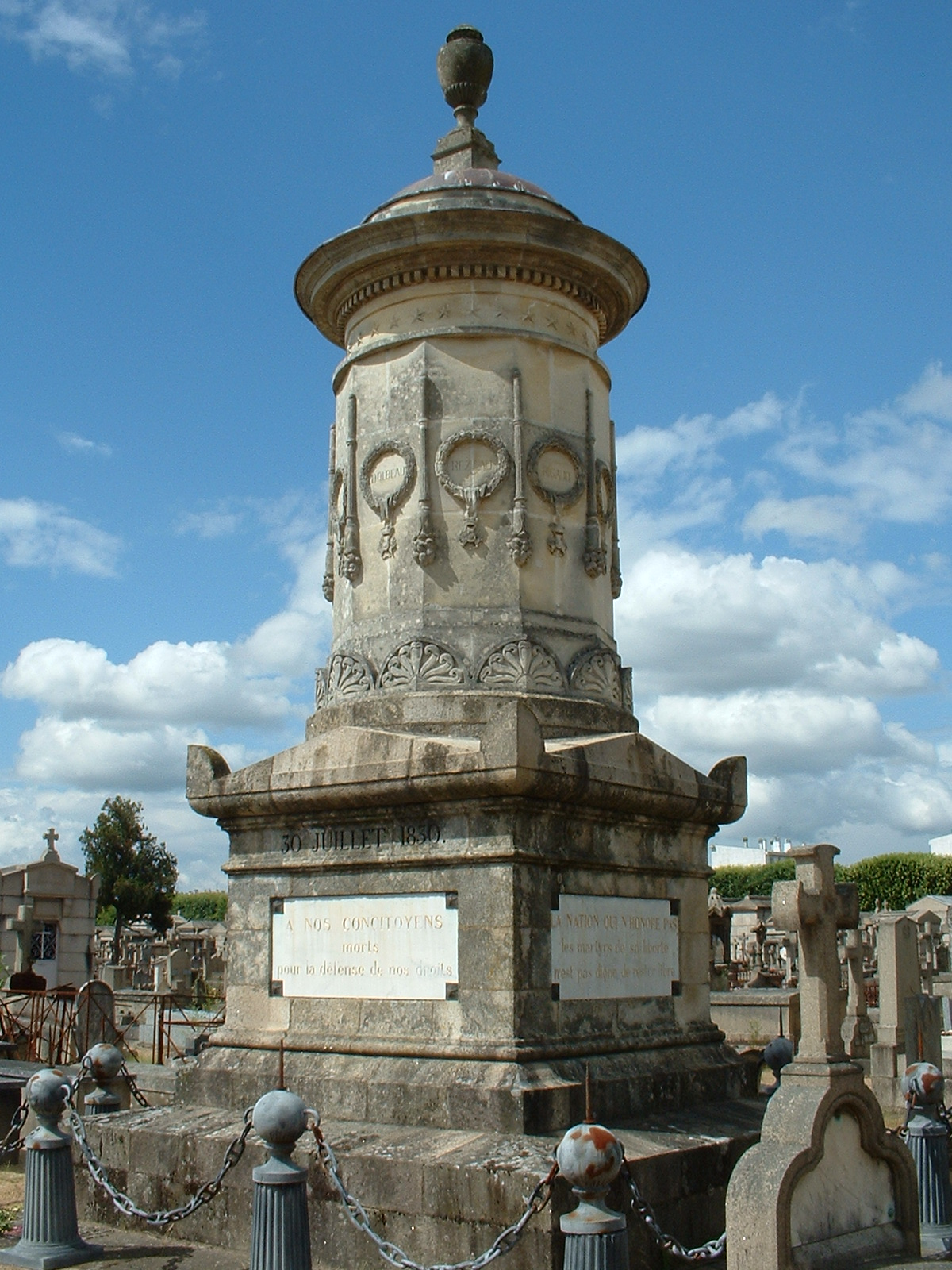
Monument aux morts de 1830, Nantes, cimetière Miséricorde.